# 에이브러햄 링컨의 고별 연설

디 아메리칸 뉴스 컴퍼니가 발행한 에이브러햄 링컨의 고별 연설 대체 버전

에이브러햄 링컨의 고별 연설(영어: Abraham Lincoln's farewell address)은 대통령 당선인 에이브러햄 링컨이 1861년 2월 11일 스프링필드에서 한 연설이다. 이 연설은 링컨과 대중 모두에게 앞으로 엄청난 어려움이 닥칠 것이며 그가 다시 스프링필드로 돌아올 수 있을지는 불확실하다는 것을 알았기 때문에 링컨의 가장 감동적인 연설 중 하나였다. 남북 전쟁과 1865년 그의 암살로 인해 링컨은 이 연설 이후 다시는 스프링필드로 살아 돌아오지 못했다.

## 연설
1861년 2월 11일, 수천 명의 스프링필드 시민들이 기차역에 모여 링컨이 워싱턴 D.C.에서 열리는 취임식을 위해 떠나는 것을 보았다. 이에 링컨은 폭우가 쏟아지는 가운데 자신의 기차 칸에서 짧고 즉흥적인 연설을 했다.
친구 여러분, 저와 같은 처지에 있지 않은 사람은 이 이별의 슬픔을 이해할 수 없을 것입니다. 이 장소와 이곳 사람들의 친절에 저는 모든 것을 빚지고 있습니다. 저는 이곳에서 25년을 살았고, 젊은이에서 노인이 되었습니다. 이곳에서 제 아이들이 태어났고, 한 아이는 묻혔습니다. 저는 이제 워싱턴에게 주어진 것보다 더 큰 임무를 가지고, 언제, 혹은 언제라도 돌아올 수 있을지 모른 채 떠납니다. 그를 항상 보살피셨던 신성한 존재의 도움 없이는 저는 성공할 수 없습니다. 그 도움과 함께라면 저는 실패할 수 없습니다. 저와 함께 가시고, 여러분과 함께 계시며, 모든 곳에서 선을 행하실 그분을 믿으며, 모든 것이 잘 될 것이라고 확신하며 희망합시다. 제가 여러분의 기도 속에서 저를 맡기기를 바라듯이, 그분의 보살핌에 여러분을 맡기며, 저는 여러분에게 다정한 작별 인사를 합니다.

## 버전
연설은 수행원들에게 큰 감동을 주어 기차가 출발한 후 링컨에게 자신의 말을 글로 써달라고 요청했다. 움직이는 기차에서 글을 쓰는 것이 어려웠기 때문에, 링컨은 개인 비서인 존 니콜레이에게 몇 문장 후 나머지 부분을 베껴달라고 부탁했다. 이 연설의 세 가지 현대적 버전이 존재한다. 기차에서 쓰인 것, 다음 날 일리노이 스테이트 저널에 출판된 것, 그리고 2월 23일 하퍼스 위클리에 출판된 것이다.

## 반응
고별 연설은 링컨의 가장 감동적인 연설 중 하나였다. 링컨은 자신의 당선으로 이미 여러 주가 연방에서 탈퇴했고, 곧 남북 전쟁이 시작될 것이기 때문에 스프링필드로 돌아오지 못할 수도 있다는 것을 알고 있었다. 링컨은 취임하기도 전에 암살을 두려워했다 (이러한 두려움은 소위 볼티모어 음모의 발각으로 이어졌다). 링컨의 고별 연설은 실제로 스프링필드에 대한 그의 마지막 작별 인사였다. 그의 암살로 인해 그는 다시는 그 도시에서 살아있지 못할 것이었다. 그는 그의 장례식과 매장을 위한 긴 추모 열차 여행 후에 관에 실려 도시로 돌아올 것이었다.

## 같이 보기
- 1860년 미국 대통령 선거
- 게티즈버그 연설
- 에이브러햄 링컨 행정부
- 에이브러햄 링컨의 종교관